# 荷兰盾
荷兰盾（荷蘭語：Nederlandse gulden），用符号ƒ或fl来表示，于13世纪开始流通的荷兰货币，至2002年逐步被欧元所取代。另一个使用盾作为货币的国家苏里南，在2004年将苏里南盾替换为苏里南元。
“盾”（gulden）是中世纪荷兰语中的形容词，意思为“金的”，这样的名字就表明金子是最初制造硬币所用的金属。
荷兰盾的符号ƒ或fl则是来源于另一种古币佛羅林。关于“盾”这一中文译名的来历，一种说法是：“盾”首先被用于指英国19世纪的一种被称为佛羅林的硬币，因为此种硬币的设计图案中含有4个盾；随后这一译名就被用于指类似的荷兰货币佛羅林和gulden。

## 历史
金币和银币在荷兰都被使用过。1581年，当时的荷兰共和国三级会议（Staten-Generaal，一种议会形式）确定了银制荷兰盾为流通货币。一枚银制荷兰盾等价于20stuiver，而stuiver等价于8duit或16penning。在不同的时期，不断有新的硬币出现，包括daalder（1½盾或30stuiver）、rijksdaalder （2½盾或50stuiver)以及ducaton（3盾或60stuiver）。其中，daalder这一名称来源于德语中的塔勒(thaler)，一种曾在几乎整个欧洲使用了四百多年的银币名称及货币单位。
1810年到1814年（拿破仑时期），荷兰附属于法国，开始流通法国法郎。随着拿破崙戰爭的结束，荷兰在1817年重新开始使用盾，并开始使用十进位制，以1盾为100分。但直到1840年代，旧制硬币（可以追溯到17世纪）才退出流通领域，而新的分制硬币也依照面额的相似程度而继承了旧币的各种昵称。
荷兰开始时是使用复本位制，以1盾等价于605.61毫克纯金或9.615克纯银。到了1840年，银的标准修改为9.45克，約莫2.6荷兰盾可折合1銀元，并在1848年取消了金的标准。1875年，荷兰开始采用金本位，以1盾等价于604.8毫克纯金。金本位在1914年到1925年间曾短暂取消，并在1936年被废止。
在二次大戰，納粹德国占领时期的1940年5月10日，荷兰盾开始盯住德国马克，以1盾兑换1.5马克。同年的7月17日，改为1盾兑换1.327马克。解放荷兰的盟军将汇率改为2.652盾兑换1美元，并将这一固定汇率写入布雷顿森林协定。1949年，这一汇率改为3.8盾兑换1美元，接近于贬值的英镑；到1961年又改为3.62盾兑换1美元，接近于德国马克。
2002年起，荷兰盾逐渐被欧元所取代。在2007年1月1日之前，荷兰盾的硬币可在荷兰流通；而纸币在2032年1月1日前可在荷兰流通。

## 硬币
18世纪的荷兰，硬币由多个省发行。这些硬币有1duit，银制的1、2、6、10stuiver，1、3盾，½、1rijksdaalder，½、1ducaton。金制的1、2ducat也有使用。在1795年至1806年间，巴达维亚共和国所发行的硬币和早期各省发行的相似。随后的荷兰王国使用银制的10stuiver、1florin和1盾（等值），50stuiver和2½盾（等值）以及1rijksdaalder，还有金制的10和20盾。至今，还有金制的1、2Ducat和银制的Ducat（rijksdaalder）作为保值币被铸造。

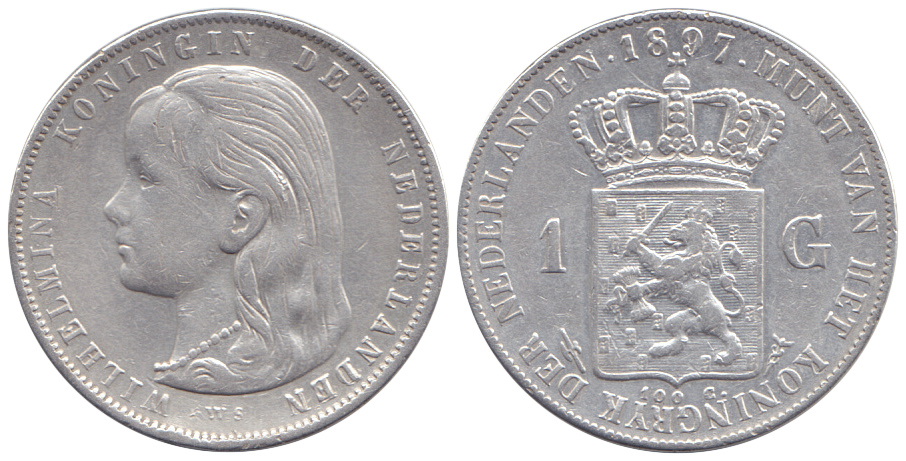
1荷兰盾，1897年。 荷兰，威廉明娜。 银。

1817年，分制开始在货币中使用，1分铜币和3盾银币首先被发行。其他面值的硬币也陆续在1818年发行，包括½分铜币，5、10、25分银币，½、1盾银币和10盾金币。1826年，又添加了5盾金币。
1840年，硬币中银含量降低，3盾硬币被2½盾所取代。1853年，在金本位取消后的第五年，金币也停止流通。到1874年，价值超过10分的银币的生产被停止，直到1890年代才恢复。10盾的金币到1875年又再次开始铸造。1877年，2½分的铜币开始流通。1907年，5分银币被用铜镍合金制造的硬币所取代。1912年，5盾金币重新流通，但在1933年被停止。
1941年，德国占领期间，所有早期的硬币生产都被停止，转而采用锌来铸币，锌币有1、2½、5、10、25分等面值。而在1943年到1945年间，大量战前所使用的10、25分银币和1盾金币在美国被铸造以用于随后的解放。
1948年，1、5分铜币和10、25分镍币开始使用。随后，1954年，1、2½盾银币的尺寸减小。1和2½盾的镍币分别在1967和1969开始使用。1983年，1分铜币停止流通。1987年，镀铜的5盾镍币开始流通。
在被欧元取代之前，流通以下面额的硬币：
- 5分 - stuiver
- 10分 - dubbeltje（意为“两倍”，因为等于两个stuiver）
- 25分 - kwartje（意为“四分之一”）
- 1盾 - gulden、piek
- 2½盾 - rijksdaalder，更通俗的说法是riks或knaak
- 5盾 - vijfje（意为“五个”）

所有的硬币的一面都带有荷兰女王的肖像，另一面是简单的格子图案。1盾硬币的边缘有God zij met ons（意为“上帝与我们同在”）的字样

## 纸币

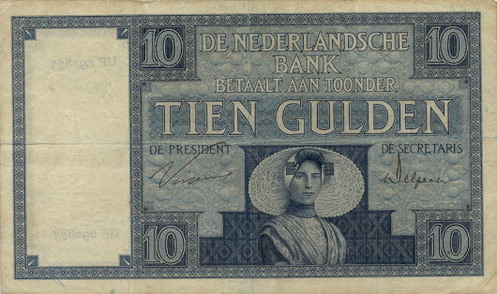
面额为10荷兰盾的纸币正面（1930年）

在1814年到1838年之间，荷兰银行发行了面额为25、40、60、80、100、200、300、500和1000盾的纸币。随后的1846年，muntbiljetten银行发行了面额为5、10、20、50、100、500、1000盾的纸币，其中10和50盾的纸币在1914年停止发行。
1904年，荷兰银行重新开始发行纸币。到1911年，荷兰银行共发行了面额为10、25、40、60、100、200、300和1000盾的纸币。1914年，政府决定将银纸币（zilverbonnen）用来发行1、2½和5盾。5盾面额的zilverbonnen只发行了一年，而1盾和2½盾面额的则分别发行到1920年和1927年。
1926年，荷兰银行引入了20盾面额的纸币，随后又在1929年和1930年引入50盾和500盾的纸币。这些纸币用于替代在1920年代就停止发行的不常用的面额为40、60和300盾的纸币。
1938年，面额为1和2½盾的银纸币又重新开始发行。在第二次世界大战期间，荷兰银行继续发行纸币，但一些设计发生了改变，最明显的变化是10盾纸币上女王Emma的肖像被艺术家伦勃朗的肖像所替代。联军在1943年印制了包括面额为1、2½、10、25、50和100盾的纸币。1945年和1949年又发行了更多的面额为1和2½盾的纸币。
战后，荷兰银行引入了面额为10、20、25、50、100和1000盾的纸币。20盾的纸币在1955年停止发行。5盾和250盾的纸币分别在1966年和1985年被引入。 
紙币流通以下面额的纸币及其设计图案：
- ƒ10 - tientje或joet
- ƒ25 - geeltje（黄色）
- ƒ50 - zonnebloem（向日葵）
- ƒ100 - honderdje、meier，后来又改称为snip（扇尾沙锥）
- ƒ250 - vuurtoren（灯塔）
- ƒ1000 - duizendje、(rooie) rug （红背）/ rooi(tj)e

所有的纸币（除了50和250盾）以一个新的系列发行（1998年），采用与上一款同样的颜色，其特点在于在不同面额纸币水印处呈现不同种类的鸟的素描图案。
旧款纸币所使用的人物肖像有：
- ƒ5 - 诗人约斯特·范·登·冯德尔 (直到1988年ƒ5的纸币被硬币所取代)
- ƒ10 - 画家弗兰斯·哈尔斯
- ƒ25 - 作曲家斯韦林克
- ƒ100 - 海军将领米希尔·德·鲁伊特
- ƒ1000 - 哲学家巴魯赫·斯賓諾莎

所有1970年代纸币上的人物肖像以及80年代ƒ50、ƒ100和ƒ250纸币上的图案由烏傑·奧克斯納设计。随后的鸟系列纸币的素描图案由賈普·德魯普斯汀设计。

## 汇率
每1歐元可兌换2.20371盾

## 脚注与参考文献
1. (PDF). 中华人民共和国国家质量监督检验检疫总局/中国国家标准化管理委员会. 2008-07-01  [2024-04-17]. （原始内容存档 (PDF)于2021-09-16）.
2. ↑  J. Verdam, Middelnederlandsch Handwoordenboek, The Hague 1932 (reprint of 1994). In modern Dutch, the adjective still exists in certain fossilized forms such as het Gulden Vlies ("the Golden Fleece"). The modern equivalent is gouden.
3. ↑  .   [2007-11-30]. （原始内容存档于2007-09-26）.
4. ↑  .   [2007-03-11]. （原始内容存档于2007-01-11）.
5. ↑  .   [2007-12-01]. （原始内容存档于2007-12-12）.